# Okupacja Wounded Knee
Okupacja Wounded Knee – akcja okupacyjna zorganizowana przez grupę działaczy indiańskich, polegała na opanowaniu osady Wounded Knee w stanie Dakota Południowa.
Licząca ok. 200 osób grupa protestujących chciała zwrócić uwagę na złe warunki bytowe w pobliskim rezerwacie plemienia Oglalów w Pine Ridge i łamanie traktatów zawartych między plemieniem i rządem USA. Protestujący sprzeciwiali się także aktom przemocy skierowanym wobec Indian oraz rasizmowi władz i społeczeństwa. Indianie zajęli osadę 27 lutego 1973 roku, proklamowali niezależność i wzięli 11 zakładników. Wśród Indian znajdowali się mieszkańcy rezerwatu Pine Ridge oraz członkowie Ruchu Indian Amerykańskich, uzbrojeni głównie w broń ręczną (w tym sportową), noże, koktajle Mołotowa oraz jeden karabin AK 47. Wojsko USA wydzieliło do operacji przeciw Indianom 17 (później 35) czołgów, helikopter i bombowiec oraz broń ręczną i maszynową wraz z zapasem materiałów wybuchowych.
AIM domagało się powołania komisji senackiej do spraw zagrabienia ziem plemienia Oglalów, zastąpienia Rady Plemiennej przez samodzielny rząd. Okupacja trwała 71 dni i zakończyła się 8 maja kapitulacją pod naciskiem wodzów plemion. W trakcie okupacji zginęło dwóch Indian, jeden agent FBI został ciężko ranny, a ok. 300 protestujących zostało aresztowanych.
Ze względu na napiętą sytuację międzynarodową rząd USA zakładał, że zbuntowanych Indian finansuje ZSRR. Wydarzeniami w Wounded Knee żywo interesowały się media i opinia publiczna. W geście poparcia Marlon Brando odmówił przyjęcia Oscara za rolę w „Ojcu chrzestnym” i wysłał w zastępstwie indiańską aktorkę Sacheen Littlefeather, która odczytała list, w którym Brando skrytykował przemysł filmowy za dyskryminujące przedstawianie kultury indiańskiej.
Procesy karne przeciwko buntownikom odbywały się w Saint Paul w stanie Minnesota, ale zostały wstrzymane, gdy wyszło na jaw podsłuchiwanie przez służby specjalne rozmów oskarżonych z adwokatami.